# 개구수

점 P에 관한 개구수는 렌즈를 왕래할 수 있는 최대 광추면의 반각 θ_{1}, 굴절률에 따라 달라진다.

개구수(開口數, numerical aperture, NA)는 광학에서 시스템이 빛을 받아들이거나 내보내는 입사각의 특징을 지닌 무차원 수이다.

## 일반 광학
대부분의 광학 분야에서, 특히 현미경 관찰 부문에서 대물 렌즈의 개구수는 다음으로 정의한다.
{\displaystyle \mathrm {NA} =n\sin \theta ,}
여기서 n은 렌즈가 동작하는 매개체의 굴절률(지구 대기권의 경우 1.00, 순수 물의 경우 1.33, 침유의 경우 보통 1.52), θ는 렌즈를 왕래할 수 있는 광추면의 최대 반각이다. 일반적으로 이것은 실제 광선의 각이다.

## 같이 보기
- f-number